# Calvatia sculpta
Calvatia sculpta är en svampart som först beskrevs av Harkn., och fick sitt nu gällande namn av Lloyd 1904. Calvatia sculpta ingår i släktet Calvatia och familjen Agaricaceae.   Inga underarter finns listade i Catalogue of Life.

## Källor

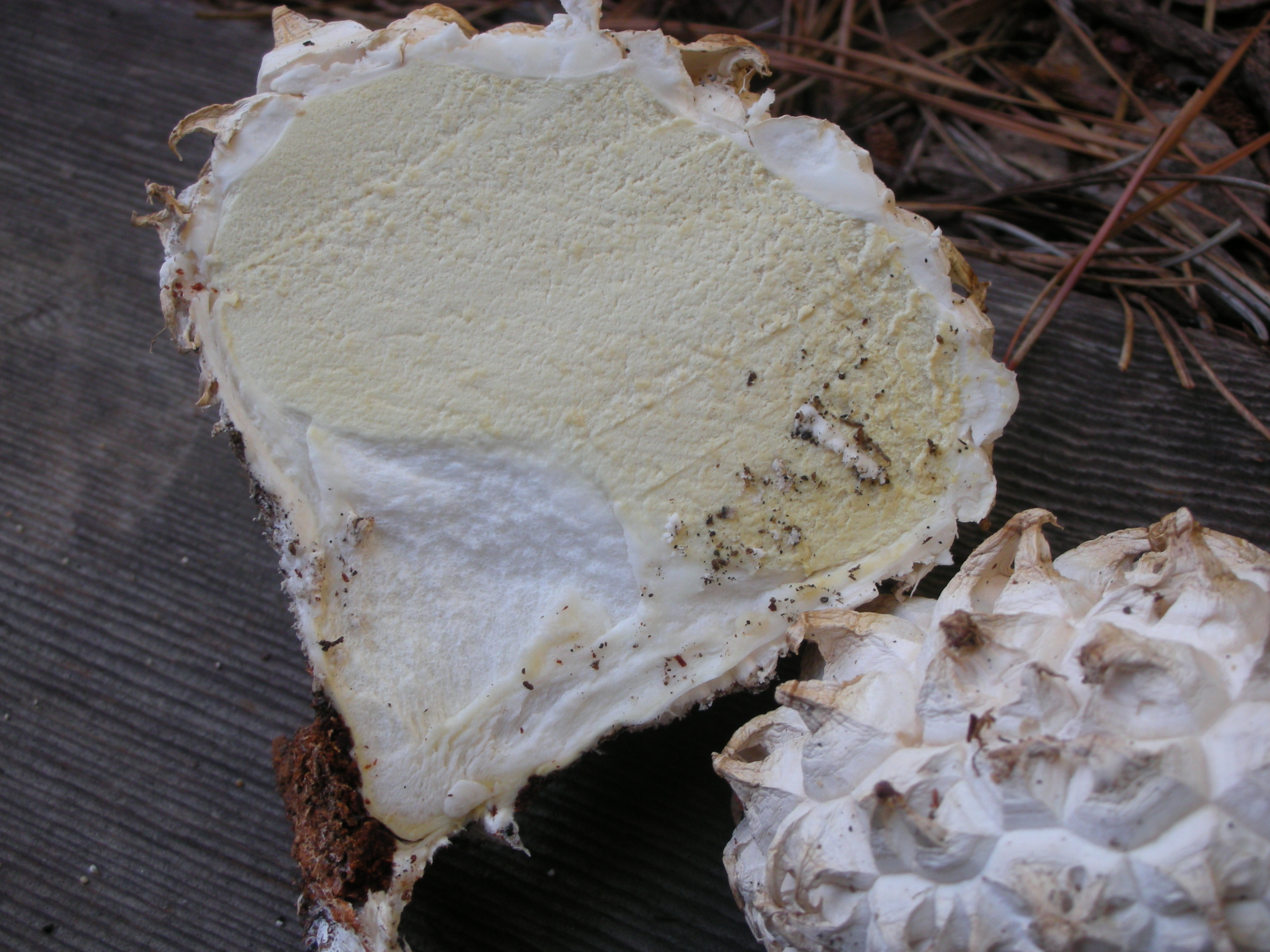